# 中国杯国际足球锦标赛
中国杯国际足球锦标赛，简称“中国杯”（China Cup）。经中国足球协会、亚足联、国际足联批准，于2017年1月10日起正式开办。中国杯是由中国足球协会、万达集团、广西壮族自治区体育局以及南宁市政府主办的唯一的国际足联A级赛事。本赛事邀请来自各大洲的劲旅，与东道主中国进行淘汰赛，淘汰赛获胜球队将为冠军展开争夺。该赛事每年举办一届，并计划将来扩军至8支球队，但由于2020遭受新冠疫情影响目前已事实上停办。

## 历届成绩
| 年份   | 举办地             | 参赛队数 | 冠军   | 亚军 | 季军 | 殿军 |
| ------ | ------------------ | -------- | ------ | ---- | ---- | ---- |
| 2017年 | 南宁               | 4        | 智利   | 冰島 | 中國 |      |
| 2018年 | 南宁               | 4        | 乌拉圭 |      | 捷克 | 中國 |
| 2019年 | 南宁               | 4        | 乌拉圭 | 泰國 |      | 中國 |
| 2020年 | 因COVID-19疫情取消 |          |        |      |      |      |

## 反响
有媒体认为中国杯或为中国申办世界杯主办权的前站，并指一旦中国提出申办世界杯，万达可借助国际足联顶级赞助商身份整合各种资源，或能助推申办，同时对提升中国足球的国际影响力和话语权也将起到作用。而中国杯，就是万达实现这一目标的平台之一。
但在2019年之后，由于东道主中国国家足球队成绩惨淡以及万达集团自身陷入各种纠纷之中，中国杯的前景不甚明朗。

## 外部連結
- 中国杯国际足球锦标赛官方网站（页面存档备份，存于）